# Capri-Napoli (2019)
La LIV Edizione della Capri-Napoli si è svolta il 7 settembre 2019. Per la quarta volta la gara ufficiale ha assegnato il trofeo "Giulio Travaglio" messo in palio del Coni Campania e destinato al miglior italiano in gara, istituito per celebrare il campionissimo vincitore di cinque Capri-Napoli, mentre al miglior under 25 è stato attribuito il trofeo "Filippo Calvino". Hanno partecipato 13 uomini e 10 donne.
Ha visto la vittoria di  Andrea Bianchi (Marina Militare/RN Spezia) in 6h48'32'11 e Barbara Pozzobon in 7h25'31'7.

## Classifica finale[1]
| Classifica | Atleta                     | Nazione     | Tempo        | Classifica sesso |
| ---------- | -------------------------- | ----------- | ------------ | ---------------- |
| 1.         | Andrea Bianchi             | Italia      | 6h 48’ 32”11 | 1° uomini        |
| 2.         | Francesco Ghettini         | Italia      | 6h 48’ 32”22 | 2° uomini        |
| 3.         | Evgenij Pop Acev           | Macedonia   | 6h 59’ 43”   | 3° uomini        |
| 4.         | Damian Blaum               | Argentina   | 6h 59’ 04”   | 4° uomini        |
| 5.         | Edoardo Stochino           | Italia      | 6h 59’ 11″   | 5° uomini        |
| 6.         | Marco Magliocca            | Italia      | 7h 09’ 47”   | 6° uomini        |
| 7.         | Matheus Evangelista        | Brasile     | 7h 18’ 49″   | 7° uomini        |
| 8.         | Matias Diaz                | Argentina   | 7h 21’ 40″   | 8° uomini        |
| 9.         | Barbara Pozzobon           | Italia      | 7h 25' 31”   | 1ª donne         |
| 10.        | Alice Franco               | Italia      | 7h 25’ 42”   | 2ª donne         |
| 11.        | Romina Imwinkelried        | Argentina   | 7h 25’ 54″   | 3ª donne         |
| 12.        | Aleksander Ilievski        | Macedonia   | 7h 36’ 09”   | 9° uomini        |
| 13.        | Aquiles Balaudo            | Argentina   | 7h 38’ 38”   | 10° uomini       |
| 14.        | Pilar Geijo                | Argentina   | 7h 50’ 54”   | 4ª donne         |
| 15.        | Stefano Perta              | Italia      | 8h 06’ 23″   | 11° uomini       |
| 16.        | Martina Oriozabala         | Argentina   | 8h 11’ 37”   | 5ª donne         |
| 17.        | Erika Yensen               | Argentina   | 8h 11’ 42”   | 6ª donne         |
| 18.        | Sandra Frirerman-Bergquist | Stati Uniti | 8h 30’ 02″   | 7ª donne         |
| 19.        | Daira Marin                | Argentina   | 8h 31’ 00”   | 8ª donne         |
| 20.        | Marie Laurence Lortie      | Canada      | 8h 37’ 59”   | 9ª donne         |
| 21.        | Vanesa Garcia              | Argentina   | 8h 43’ 30″   | 10ª donne        |
| 22.        | Olivier Delfosse           | Belgio      | dnf          |                  |
| 23.        | Alessio Matarazzo          | Italia      | dnf          |                  |